# Legio IV Macedonica
A Legio IV Macedonica (legio quarta macedonica, IV. makedóniai légió) egy római légió volt, amely Moguntiacumban (ma Mainz) állomásozott. Mint a Julius Caesar által létrehozott légiók többségének, neki is a bika volt a jelvénye, de feltűnt rajta a bak is.

## Története

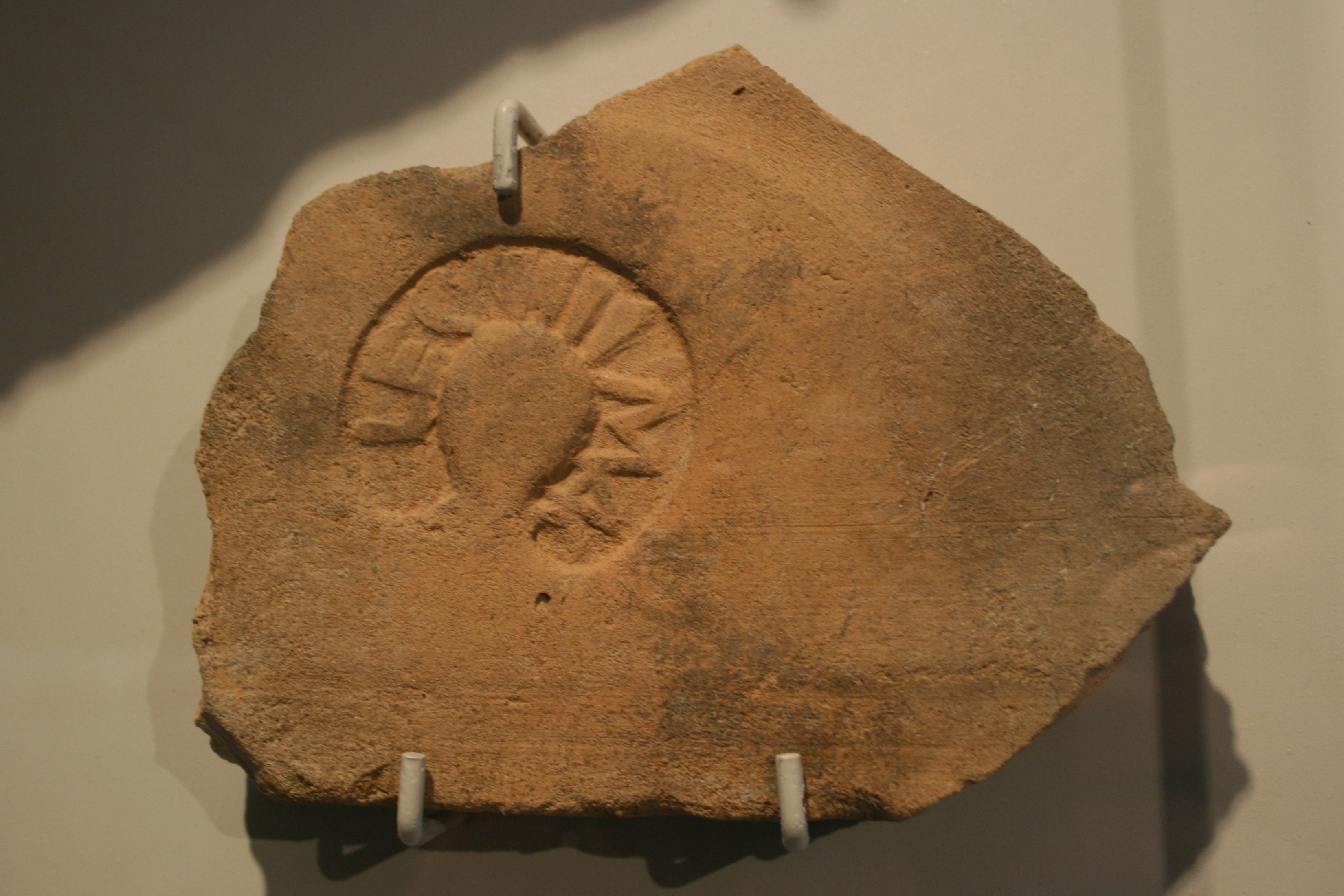
Tégla a 4. légió pecsétjével a rheinzaberni múzeumban

A légiót Julius Caesar alapította i.e. 48-ban Itáliában a Pompeius elleni harc céljaira. Még ugyanabban az évben bevetették a dyrrachiumi csatában, ahol Caesar vereséget szenvedett. Később Macedoniában állomásozott. A tervek szerint részt vett volna a pártusok elleni háborúban, amelyre végül Caesar meggyilkolása miatt nem került sor. 44 nyarán Marcus Antonius visszahívta őket Itáliába, de nem sokkal később az egység átállt Octavianus oldalára. 43 áprilisában részt vett a modenai csatában Marcus Antonius ellenében és súlyos veszteségeket szenvedett.
42-ben a második triumvirátus oldalán harcolt a philippi csatában, ahol legyőzték Caesar gyilkosait, Brutust és Cassiust. Itáliába visszatérve Marcus Antonius fivére, Lucius ellen vetették be Perugiánál. 31-ben jelen volt a polgárháborút lezáró actiumi tengeri csatában.
Octavianus (ekkor már Augustus) 30 után Hispania Tarraconensis provinciában állomásoztatta a légiót, ahol részt vett a cantabriaiak elleni háborúkban i.e. 25-13 között. A hadjáratokban rajta kívül részt vettek a I Germanica, II Augusta, V Alaudae, VI Victrix, IX Hispana, X Gemina, XX Valeria Victrix és talán a VIII Augusta légiók is. A IV Macedonica állomáshelye ekkor Herrera de Pisuergában volt. Egyes feltételezések szerint veteránjait a ma Cuartangónak nevezett városban telepítették le, amely a latin quattuor - "négy" szóból kaphatta a nevét.
I.e. 13 után hosszabb időt töltött Hispaniában, ahol a feliratok tanúsága szerint katonái még Andalúziába is elvetődtek.
I.sz. 41-ben (vagy 43-ban) Claudius császár Mainzba, Germania Superior provinciába vezényelte át őket, ahol felváltották a Britanniába küldött XIV Gemina légiót. Az is elképzelhető, hogy valamivel korábban, 39-ben történt az átirányítás, Caligula chattusok elleni háborúja miatt. A IV Macedonica egy erődön osztozott az akkor alapított XXII Primigeniával.
Nero 68-as öngyilkossága után 69 januárjában polgárháború tört ki a birodalomban. A 4. és 22. légió az elsők között állt Vitellius pártjára és egy vegyes kontingenssel elkísérték őt Itáliába. Cremonánál összecsaptak Otho híveivel, majd bevonultak Rómába. A katonák közül néhány bekerült a császári testőrgárdába.
Eközben Germania Inferior provinciában a batavusok germán törzse fellázadt. Nijmegen mellett legyőzték a V Alaudae és XV Primigenia légiókat, maradékukat pedig ostrom alá vették Xantenben. A I Germanica, XVI Gallica és a XXII Primigenia katonái megpróbálták felmenteni társaikat, de visszaverték őket és 70 márciusában Xanten védői megadták magukat. Röviddel később a I Germanica és XVI Gallica légiók is dezertáltak.
A római polgárháborúból Vespasianus emelkedett ki győztesen és amint konszolidálta helyzetét, egy erős sereget küldött a Rajna-vidékre. A batavusok legyőzése után a megsemmisült V Alaudae és XV Primigenia légiókat nem állították fel újra, a I Germanica maradékát a VII Geminához csatolták, a XVI Gallicát pedig átszervezték XVI Flavia Firmává.
Mindeközben a IV Macedonica Mainzot védte a germánok támadásai ellen. Bár teljesítményükbe nem lehetett belekötni, Vespasianus nem bízott bennük, feltehetően azért, mert korábban Vitelliust támogatták. Ezért őket is feloszlatták és IV Flavia Felix néven újjászervezték. 